# Byzovaïa
Le site de Byzovaïa est un site préhistorique qui se trouve dans la république des Komis, en Russie du nord, près du cercle polaire. Il a livré des outils en pierre taillée typiques du Moustérien, ainsi que des restes d'animaux dépecés (Ours brun, Mammouth, Renne et Rhinocéros laineux). Le site a été daté de 34 000 à 31 000 ans avant le présent (AP),,.

## Description
D'après l'équipe de chercheurs russes, norvégiens et français qui a effectué les fouilles, il s'agirait du site moustérien à la fois le plus tardif et le plus septentrional découvert à ce jour (plus de 1 000 km au nord des précédents sites moustériens les plus septentrionaux connus). La technologie moustérienne était jusqu'alors considérée comme trop archaïque pour permettre la survie de groupes humains en milieu arctique.

## Analyse
Les découvertes de Byzovaïa pourraient remettre en cause la date d'extinction de l'Homme de Néandertal. En effet, la culture moustérienne est considérée comme caractéristique de cette espèce en Europe et celle-ci est supposée avoir disparu vers 38 000 ans AP, soit au moins 4 000 ans avant la date d'occupation du site de Byzovaïa. Toutefois, l'absence de fossiles humains sur le site ne permet pas de le rattacher de façon assurée à une espèce déterminée.
Le chercheur français Ludovic Slimak, qui a participé à l'étude du site de Byzovaïa, émet deux hypothèses :
- soit les outils ont été fabriqués par des hommes de Néandertal et cela remet en cause la date de leur disparition qui serait plus tardive que la date admise jusqu'alors ;
- soit les outils ont été fabriqués par des Homo sapiens et cela signifie qu'une population d'Homo sapiens aurait conservé tardivement la culture moustérienne connue en Afrique du Nord, tandis que d'autres basculaient peu après leur sortie d'Afrique vers les industries du Paléolithique supérieur initial, puis vers l'Aurignacien.

## Controverse
Certains chercheurs ont discuté les conclusions proposées en 2011. Selon ces auteurs, en l'absence de fossile néandertalien, le rattachement de l'industrie lithique de Byzovaïa au Paléolithique supérieur et à Homo sapiens serait selon eux l'hypothèse la plus parcimonieuse, mais leurs commentaires se fondaient sur des études anciennes et réalisées par d'autres équipes. En réponse, l'équipe ayant publié Byzovaïa a montré que les ensembles russes du Paléolithique supérieur, directement étudiés par leur équipe, ne présentent aucun lien avec les technologies classiquement moustériennes de Byzovaïa, consolidant plus encore l'hypothèse d'une persistance tardive du Moustérien en zone arctique.